# Nauphantopsis diomedeae
Nauphantopsis diomedeae är en manetart som beskrevs av Fewkes 1885. Nauphantopsis diomedeae ingår i släktet Nauphantopsis och familjen Periphyllidae. Inga underarter finns listade i Catalogue of Life.